# Karpowicze
Karpowicze (białorus. Карпавічы) – wieś w Polsce położona w województwie podlaskim, w powiecie sokólskim, w gminie Suchowola.
| SIMC    | Nazwa              | Rodzaj    |
| ------- | ------------------ | --------- |
| 1012732 | Czworanki          | część wsi |
| 1012749 | Karpiniec          | część wsi |
| 1012755 | Kolonie Karpowskie | część wsi |

W latach 1975–1998 miejscowość administracyjnie należała do województwa białostockiego.
Wierni kościoła rzymskokatolickiego należą do parafii św. Apostołów Piotra i Pawła w Suchowoli.

## Historia

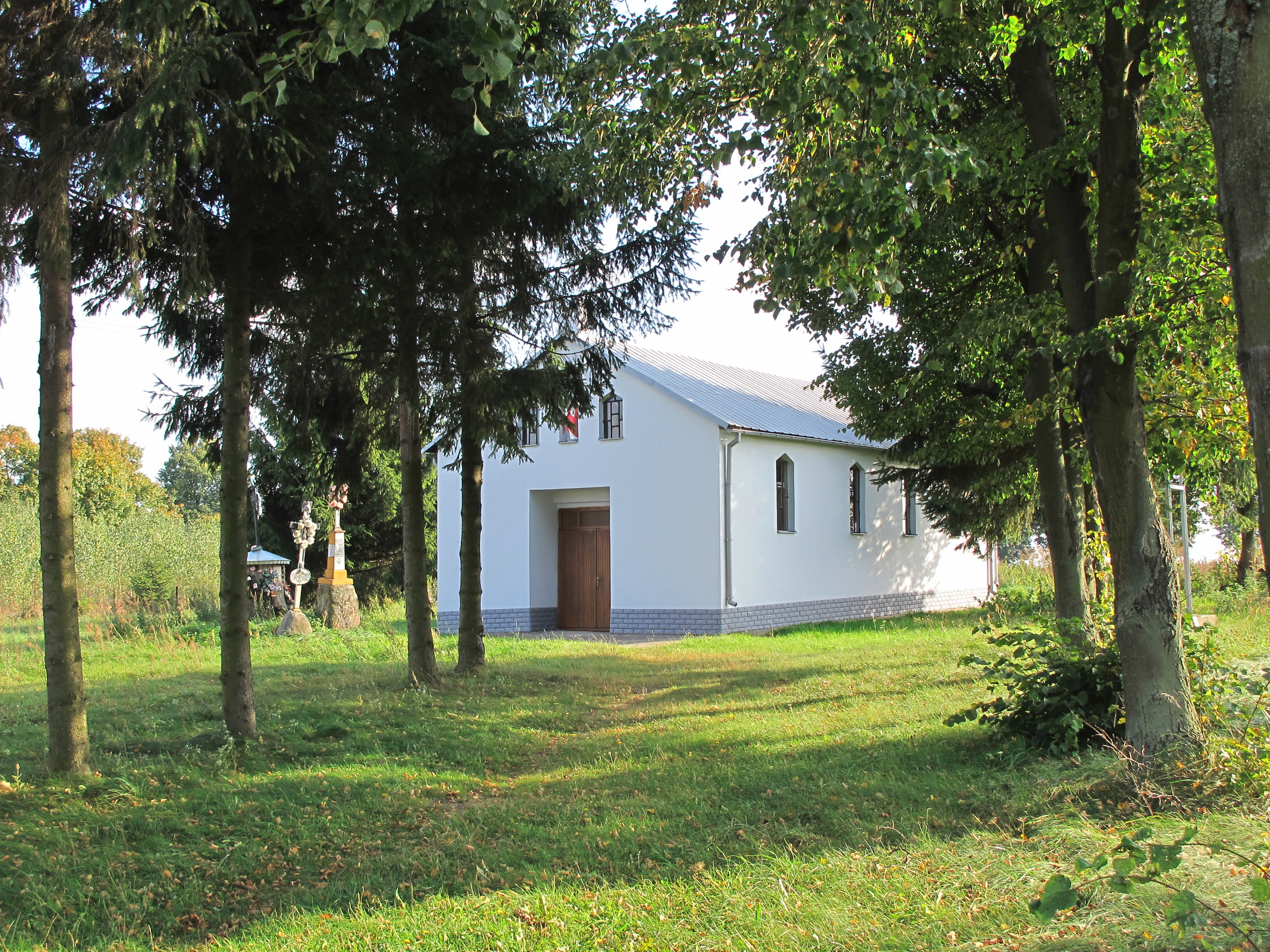
Kaplica pw. Najświętszego Serca Pana Jezusa we wsi

Wieś Karpowicze to jedna z najstarszych miejscowości na ziemiach pomiędzy rzekami Biebrzą i Narwią. W XVIII w. pierwotna nazwa miejscowości Brzozowa Wielka (Brzozowa Maior) wyparta została przez Karpowicze. Po 1591 roku właścicielem wsi był Józef Karp.
Do 1616 r. w Karpowiczach istniała cerkiew prawosławna pw. św. Mikołaja z Miry, a sama wieś była siedzibą miejscowej parafii prawosławnej. Jednakże już w 1617 r. świątynia figurowała w wykazie kościołów przywróconych od heretyków jako kościół rzymskokatolicki jednak pod tym samym wezwaniem.
W 1616 roku Józef Karp uzyskał od biskupa wileńskiego zgodę na erygowanie parafii rzymskokatolickiej. Przed 2 maja 1617 zbudował i wyposażył kościół św. Stanisława i św. Mikołaja, który przetrwał do 1715 roku.
W 1865 r. kościół w Karpowiczach został zamknięty, następnie rozebrany i z pozyskanego materiału zbudowano cerkiew w Knyszynie. W miejscu, gdzie stał kościół, mieszkańcy Karpowicz w 1989 r. zbudowali murowaną kaplicę – bardzo prawdopodobne, że w tym samym miejscu, gdzie stała pierwsza cerkiew.
Wieś została wyzwolona spod okupacji niemieckiej przez oddziały radzieckie 11 sierpnia 1944 roku.

## Inne informacje
W Karpowiczach, na rzece Brzozówce, znajduje się zalew, dmuchany park wodny - będący lokalną atrakcją turystyczną.
W miejscowości znajduje cmentarz rzymskokatolicki założony w XIX wieku.
W 1980 r. w Karpowiczach dokonano badań dialektologicznych pod kierunkiem Janusza Siatkowskiego, w ramach których odnotowano, że starsi mieszkańcy w życiu codziennym mówią po białorusku i po polsku, młodzi zwykle po polsku. Stanowiło to wówczas pewne kuriozum, gdyż mieszkańcy Karpowicz, mimo faktu posługiwania się gwarą języka białoruskiego, nigdy nie posiadali białoruskiej tożsamości narodowej i zawsze określali się jako Polacy. Pod koniec XIX w. białoruska gwara mieszkańców Karpowicz została spisana przez Michała Federowskiego. Współcześnie ten specyficzny język mieszkańców Karpowicz znajduje się na granicy całkowitego wymarcia.